# Halterofilismo

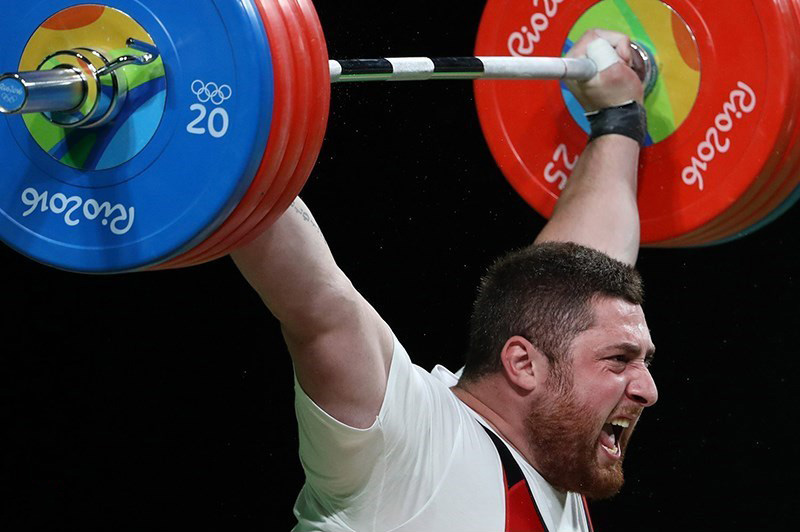
halterofilismo é uma demonstração de força, potência e técnica

O halterofilismo ou a halterofilia, levantamento de peso(s), ou ainda, levantamento de peso olímpico (LPO) é um desporto em que o atleta tenta levantar o maior peso possível, do chão até sobre a cabeça, num haltere ou numa barra em que são fixados pesos, em competição ou como forma de exercício.
Compete-se em duas modalidades: o arranco e o arremesso. Seu objetivo é desenvolver a força e potência muscular e também exige flexibilidade, coordenação, equilíbrio, concentração e precisão na execução técnica, com esforço sincronizado.
As primeiras competições organizadas de levantamento de peso começaram no final do século XIX; a Federação Internacional de Halterofilismo foi fundada em 1905 e instituiu as primeiras classes de peso.
O levantamento de peso é um dos esportes de força, cuja prática pode ser voltada para competição, diversão ou melhoria da saúde física, e o termo "halterofilismo" tem origem no grego haltēres, que se refere a "massas de chumbo usadas para exercícios em ginásios", combinada com o sufixo francês -philie (em português, -filia), derivado do grego phílos, que significa "amigo" ou "afinidade".

## História
A prática do levantamento de peso remonta a civilizações antigas, com registros em diversas culturas. Pinturas no Egito Antigo, como as do túmulo do príncipe Bagti III (Império Médio, XI dinastia, 2040 a.C.), mostram exercícios semelhantes ao levantamento de pesos, enquanto gravuras sugerem o uso de sacos de areia em movimentos comparáveis ao "arremesso" moderno.
Na China, práticas de levantamento de peso datam de 3600 a.C., com destaque para o Período dos Estados Combatentes (770–221 a.C.). Nessa época, competições como o qiao guan e o kang ding eram populares. O qiao guan envolvia erguer uma pesada tranca de porta com uma mão, enquanto no kang ding levantava-se um recipiente de cozimento pelas alças.
A Grécia Antiga desempenhou um papel central no desenvolvimento do esporte e do halterofilismo. Por volta do século VIII a.C., as pólis, cidades-estado gregas, estabeleceram ginásios onde aristocratas buscavam a perfeição física, além de educação intelectual. Festivais atléticos anuais eram realizados em honra a deuses e heróis, atraindo competidores de diversas regiões.
Os gregos desenvolveram métodos organizados de treinamento com pesos, inicialmente utilizando pedras e, mais tarde, barras com sinos e esferas de metal, precursores dos halteres modernos. Levantamento de peso, embora não incluído nos Jogos Olímpicos, era praticado como exercício de força e terapia física. Atletas frequentemente competiam informalmente antes das competições olímpicas.
Roma Antiga herdou e adaptou essas práticas. Homens e mulheres treinavam com pesos, e arenas como o Coliseu exibiam feitos de força extraordinária. Galeno, um renomado médico romano, usava exercícios com pesos para terapia física. Essa tradição de valorizar a força física influenciou profundamente o desenvolvimento do halterofilismo moderno.
O levantamento de peso prosperou na Grécia e Roma antigas, mas perdeu destaque após a queda do Império Romano do Ocidente, sendo utilizado principalmente por guerreiros e como entretenimento. O escritor romano Flávio Vegécio descreveu o treinamento dos jovens legionários, que utilizavam espadas e escudos de peso dobrado para golpear estacas. Isso os preparava para manusear armas reais mais leves com maior segurança e rapidez. No século XIV, Gil de Roma enfatizou a importância do treinamento individual, afirmando que soldados sem prática e força física eram inúteis no combate. Ele destacou a prática regular como essencial para fortalecer o corpo, endurecê-lo contra dificuldades e promover a resistência necessária para a guerra. Durante o Renascimento, práticas de condicionamento físico e competições de levantamento de pedras ganharam popularidade, especialmente em países como Islândia e Escócia.
Outro exercício com pesos que remonta à Idade Média é o stone put na Escócia. Semelhante ao arremesso de peso, utiliza uma pedra redonda e áspera de 16 a 30 libras. O objetivo é lançar (ou arremessar) a pedra o mais longe possível. A variante suíça do stone put, conhecida como steinstossen, utiliza uma pedra muito mais pesada – 184 libras (83,5 kg). Um texto inglês de 1184 mencionou que cavaleiros "competiam no arremesso de pedras pesadas".
A palavra “dumbbells” originou-se na Inglaterra Tudor, onde atletas utilizavam badalos de sinos de igreja, que variavam em peso de algumas onças a muitos quilos, para desenvolver a parte superior do corpo e os braços. Os atletas removiam os badalos dos sinos, daí o termo “dumb”, no sentido de “silencioso”, e “bell” — formando “dumbbell”. Quando os homens fortes começaram a fabricar seus próprios equipamentos, mantiveram o nome, embora o formato tenha mudado. No século XVIII, o interesse pela força física e bem-estar ressurgiu, levando à reintrodução da educação física e ao desenvolvimento de aparelhos de exercícios. O treinamento focava força muscular e resistência. Homens fortes profissionais ganharam popularidade, realizando feitos impressionantes como dobrar ferro, levantar objetos pesados e quebrar correntes. Em meados de 1800, o halterofilismo, como o conhecemos hoje, começou a se desenvolver paralelamente em vários países da Europa Central e nos Estados Unidos. Esse período pode ser considerado o início do halterofilismo moderno.
As primeiras competições organizadas de levantamento de peso surgiram na Europa no final do século XIX. Em 1891, Londres sediou o primeiro Campeonato Mundial de Halterofilismo, com a participação de sete atletas de seis países. Edward Lawrence Levy [en], da Inglaterra, foi o vencedor. Naquela época, ainda não existiam divisões por divisão de peso.
O levantamento de peso estreou nos Jogos Olímpicos modernos em 1896, em Atenas, como parte do programa desportivo. Na competição, seis atletas de cinco países disputaram duas modalidades: levantamento com uma mão e levantamento com duas mãos. Contudo, o esporte foi excluído dos Jogos Olímpicos de 1900, retornando em 1904 com novas provas, incluindo o levantamento com duas mãos e o haltere geral. Após essa edição, foi novamente retirado do programa.

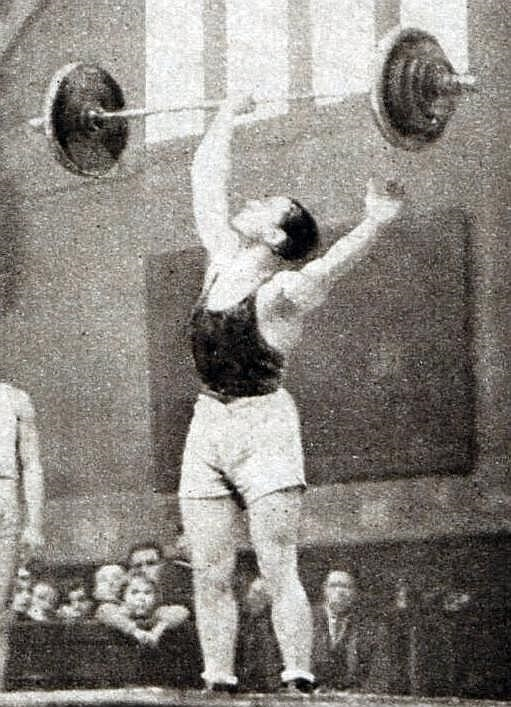
arranque com uma mão (1933)

Em 1905, a fundação da Amateur-Athleten-Weltunion, em Duisburgo, representou um marco importante. Essa organização, predecessora da Federação Internacional de Halterofilismo (FIH), regulamentava tanto o levantamento de peso quanto as lutas olímpicas (livre e greco-romana). Três categorias de peso foram estabelecidas, com variações ao longo do tempo. As competições internacionais passaram a incluir quatro provas: arranco com a mão esquerda, arranco com a mão direita, desenvolvimento com as duas mãos e arremesso com as duas mãos.
Em 1920, o halterofilismo foi reinserido nos Jogos Olímpicos de Verão e permaneceu no programa desde então. Inicialmente, as competições incluíam o arranco com uma mão e o arremesso com uma e duas mãos. Nos Jogos Olímpicos de 1924, o programa foi expandido para cinco provas: arranco com uma e duas mãos, arremesso com uma e duas mãos, e desenvolvimento com as duas mãos. Em 1928, nos Jogos de Amsterdã, foi introduzido o triplo levantamento, composto por desenvolvimento, arranco e arremesso, todos com as duas mãos.

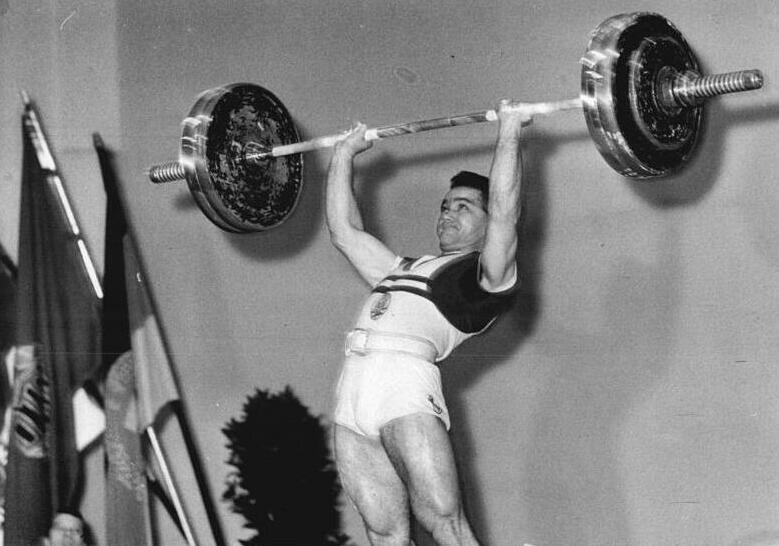
Desenvolvimento (1965)

O reconhecimento oficial de recordes mundiais no triplo levantamento ocorreu no Congresso da FIH em 1946, em Paris. Em 1969, durante o Campeonato Mundial em Varsóvia, foi introduzida a premiação com medalhas individuais para as provas de desenvolvimento, arranco e arremesso, prática que não se aplica aos Jogos Olímpicos. Ainda em 1969, a federação internacional adotou o nome Fédération Haltérophile International (FHI), e a Federação Europeia de Halterofilismo foi fundada.
Em 1972, a federação foi renomeada para International Weightlifting Federation (IWF), e o desenvolvimento foi excluído das competições devido a dificuldades de julgamento e questões de saúde. Desde então, o arranco e o arremesso tornaram-se os únicos movimentos oficiais do esporte.
O reconhecimento do halterofilismo feminino pela IWF ocorreu em 1983, com a criação de nove categorias de peso. Em 1986, em Budapeste, foi realizado o primeiro torneio internacional feminino, com 23 atletas de cinco países. No ano seguinte, Daytona Beach sediou o primeiro Campeonato Mundial de halterofilismo feminino.
Em 1989, o controle antidoping foi formalizado como requisito para validação de recordes mundiais. Em 1993, as categorias de peso foram reestruturadas, e todos os recordes anteriores foram anulados. Em 1996, o Comitê Olímpico Internacional aprovou a inclusão do halterofilismo feminino nos Jogos Olímpicos de 2000, com a condição de limitar o número total de atletas a 250. Em 1998, as categorias foram novamente reorganizadas, e foi realizado o primeiro Campeonato Mundial Universitário de Halterofilismo.
A inclusão das mulheres nos Jogos Olímpicos ocorreu em Sydney 2000; em 2009, o Campeonato Mundial Juvenil de Halterofilismo foi realizado pela primeira vez em Chiang Mai, e, no ano seguinte, o esporte foi integrado aos Jogos Olímpicos da Juventude, em Singapura.

## Organização estrutural
O esporte é regulado pela Federação Internacional de Halterofilismo, sediada em Lausanne. Afiliam-se à FIH cinco federações continentais, na África, América, Ásia, Europa e Oceania, e mais de 190 associações nacionais.

## Competição
As competições são organizadas para homens e mulheres.

Ilustração do arranco

As competições são constituídas de três disciplinas, com dois movimentos-padrão: o arranque (ou arranco) e o arremesso, com as duas mãos; o somatório dos maiores pesos levantados, em cada uma das duas provas, determina o total combinado ou total olímpico e quem levantar mais peso, ganha. O total é mais importante do que as disciplinas individuais; o arranco é mais difícil do que o arremesso e neste é possível levantar mais peso do que no arranco.

### Arranque
O arranque é a primeira prova da competição e consiste em levantar a barra do solo até acima da cabeça em um único movimento contínuo e fluido. A barra é colocada horizontalmente à frente das pernas do levantador e é agarrada com as palmas das mãos voltadas para baixo, utilizando uma pegada ampla. O levantador puxa a barra da plataforma em um único movimento, dobrando rapidamente os joelhos novamente para posicionar-se sob a barra (geralmente entrando em uma posição de agachamento profundo com a barra acima da cabeça), de modo que ela fique sustentada sobre a cabeça com os braços completamente estendidos.
Em seguida, o levantador deve se erguer até a posição de pé, estabilizar-se por dois segundos e aguardar o sinal de "abaixar" dos árbitros. O sinal é dado assim que o levantador permanece imóvel em todas as partes do corpo. O arranco exige equilíbrio preciso, força e técnica apurada para ser executado corretamente.

Ilustração do arremesso

### Arremesso
O arremesso é um levantamento combinado realizado em duas etapas. Na primeira, o atleta levanta a barra do solo até apoiá-la na parte frontal dos ombros. A barra é posicionada horizontalmente à frente das pernas e segurada com as palmas das mãos voltadas para baixo, utilizando uma pegada com largura equivalente à dos ombros. O levantador puxa a barra do chão e, em seguida, dobra rapidamente os joelhos e os braços para posicionar o corpo sob a barra, "recebendo-a" na parte frontal dos ombros, geralmente em uma posição de agachamento frontal profundo. O movimento é finalizado quando o atleta se ergue até uma posição ereta, mantendo a barra apoiada nos ombros.
Na segunda etapa, o atleta utiliza a força conjunta dos braços e das pernas para impulsionar a barra acima da cabeça. Durante o movimento, realiza um salto com as pernas, geralmente posicionando um pé à frente e outro atrás, em um movimento semelhante ao de uma tesoura. Após estabilizar a barra acima da cabeça com os braços completamente estendidos, o levantador deve alinhar as pernas, permanecer imóvel por dois segundos e aguardar o sinal dos árbitros para abaixar a barra. O sinal é dado assim que o atleta demonstra total controle e imobilidade em todas as partes do corpo.
Essa técnica exige força, coordenação e equilíbrio para ser executada corretamente.
O estilo desenvolvimento, que foi abolido, também era feito em duas partes: a primeira era como na primeira parte do arremesso, a segunda era realizado apenas com a extensão do braços, somente em força.
Em cada uma das provas os atletas dispõem de três tentativas para levantar a maior carga possível.
Para qualquer prova, a utilização de carbonato de magnésio nas mãos, pernas etc., é permitido.

### Faixas etárias
A Federação Internacional de Halterofilismo reconhece as seguintes classes de idade:
- juvenil (até e incluindo 17 anos de idade, e com sua própria classe de peso);
- júnior (até e incluindo 20 anos de idade);
- adulto (sênior, 21 anos ou mais).
- máster (35 anos ou mais, com diversas divisões de idade)

Todos os grupos etários são calculados a partir do ano de nascimento do atleta.
A idade mínima para participação em campeonato mundial para sênior, júnior e universitário e outras competições abertas é 15 anos para mulheres e homens.
A idade mínima para a participação nos Jogos Olímpicos, para os homens e mulheres é 16.
A idade mínima para a participação nos eventos para juvenis, como o mundial para juvenis, é 13; nos Jogos Olímpicos da Juventude é entre 16 e 17 anos.
Durante toda uma competição, um atleta não pode competir em mais de uma categoria.

### Classes de peso
Os atletas competem em classes de peso de acordo com sua massa corporal. Para as faixas etárias adulto e júnior, a partir de 1º de junho de 2025, as categorias são as seguintes:
| Masculino | até 60 kg | 65 kg | 71 kg | 79 kg | 88 kg | 94 kg | 110 kg | +110 kg |
| Feminino  | até 48 kg | 53 kg | 58 kg | 63 kg | 69 kg | 77 kg | 86 kg  | +86 kg  |

Em 7 de maio de 2025, a Federação Internacional de Halterofilismo comunicou às federações membros uma atualização importante: a categoria masculina até 98 kg foi ajustada para 94 kg. Essa mudança visa evitar lacunas significativas entre as futuras cinco categorias olímpicas masculinas, a serem selecionadas para os Jogos de Los Angeles 2028. A decisão foi motivada pela definição do Comitê Olímpico Internacional (COI) de incluir apenas cinco categorias de peso para cada gênero nos Jogos Olímpicos de 2028. A proposta foi aprovada pelo Comitê Executivo da IWF, pelo Comitê Técnico e pela Comissão de Atletas da IWF.
Mas ainda não foram anunciadas quais serão as categorias de peso olímpicas e não olímpicas nas seções masculina e feminina para os Jogos de Los Angeles 2028. Nos Jogos de Tóquio 2020, foram selecionadas sete categorias para cada gênero, enquanto nos Jogos de Paris 2024 esse número foi reduzido para cinco.
Em competições para juvenis as classes de peso têm algumas alterações, sendo reduzidas para seis em Jogos Olímpicos, mas nas competições da Federação Internacional de Halterofilismo, as novas categorias são:
- Masculino: até 56 kg, 60 kg, 65 kg, 71 kg, 79 kg, 88 kg, 94 kg, +94 kg
- Feminino: até 44 kg, 48 kg, 53 kg, 58 kg, 63 kg, 69 kg, 77 kg, +77 kg

#### Desenvolvimento das classes de peso
De 1891 a 1905, não havia divisões de peso no halterofilismo. Em 1905, durante a primeira e a terceira edições do Campeonato Mundial, foram introduzidas as primeiras divisões. As categorias disputadas nos campeonatos mundiais entre 1905 e 1923 foram:
- até 60 kg (peso-pena)
- até 67,5 kg (na primeira e na terceira do Campeonato Mundial de 1905; depois ajustado para até 70 kg; peso-leve)
- até 80 kg (1905-1913; ajustado para até 75 kg a partir do Campeonato Mundial de 1920; peso-médio)
- até 82,5 kg (peso-meio-pesado)
- acima de 80 kg (1905-1913; ajustado para acima de 82,5 kg de 1920 em diante; peso-pesado)

Em 17 de outubro de 1946, em Paris, a federação internacional decidiu reconhecer uma sexta categoria de peso: até 56 kg (peso-galo), a partir de 1º de janeiro de 1947. Em 12 de outubro de 1950, foi decidido adicionar a categoria até 90 kg (peso-meio-pesado) e a categoria peso-pesado passou a ser acima de 90 kg, a partir de 1º de janeiro de 1951.
O congresso da federação internacional decidiu em 11 de outubro de 1968 na Cidade do México a adição da categoria até 52 kg (peso-mosca), além de uma categoria entre 90 a 110 kg (peso-pesado) e acima de 110 kg peso-superpesado.
Em 15 de julho de 1976, em Montreal, a federação internacional decidiu abandonar o nome habitual das categorias de peso (peso-superpesado, pesado, médio, leve etc.), passando a reconhecer partir de 1º de janeiro de 1977 a categoria entre 90 a 100 kg, logo restando de 100 a 110 kg e a acima de 110 kg.
Em 20 de outubro de 1983, Reunião do Conselho Executivo da IWF, em Moscou, a IWF estabeleceu nove categorias de peso femininas. 
Na Reunião do Conselho Executivo da IWF, em Hurghada, entre 16 a 18 de fevereiro, novas categorias são aprovadas para eliminar recordes mundiais duvidosos.
No dia 28 de maio de 1997, o congresso da IWF na Cidade do Cabo confirmou a redução das categorias de dez para oito (de nove para sete, para mulheres); entre 24–25 de abril, no 1º Campeonato Mundial para Estudantes Universitários e de Faculdade, em Ramat Gan, novas categorias são introduzidas.
Em 1º de janeiro de 2017 a IWF introduziu uma oitava categoria de peso feminina, promovendo a igualdade de gênero.
Em 2018 elas foram modificadas novamente, sendo aumentadas para dez, e, por último, em 2024, foi aprovada a redução para oito categorias novamente, sendo válidas a partir de 1º junho de 2025.
Masculino
|                 | 1913– 1946 | 1947– 1950 | 1951– 1968 | 1969– 1976 | 1977– 1993 | 1993– 1998 | 1998– 2018 | 2018– 2025 | 2025– 0 |
| --------------- | ---------- | ---------- | ---------- | ---------- | ---------- | ---------- | ---------- | ---------- | ------- |
| Mosca 0         | -          | -          | -          | 52 kg      | 52 kg      | 54 kg      | -          | 55 kg      | -       |
| Galo 0          | -          | 56 kg      | 56 kg      | 56 kg      | 56 kg      | 59 kg      | 56 kg      | 61 kg      | 60 kg   |
| Pena 0          | 60 kg      | 60 kg      | 60 kg      | 60 kg      | 60 kg      | 64 kg      | 62 kg      | 67 kg      | 65 kg   |
| Leve 0          | 67,5 kg    | 67,5 kg    | 67,5 kg    | 67,5 kg    | 67,5 kg    | 70 kg      | 69 kg      | 73 kg      | 71 kg   |
| Médio 0         | 75 kg      | 75 kg      | 75 kg      | 75 kg      | 75 kg      | 76 kg      | 77 kg      | 81 kg      | 79 kg   |
| Pesado- ligeiro | 82,5 kg    | 82,5 kg    | 82,5 kg    | 82,5 kg    | 82,5 kg    | 83 kg      | 85 kg      | 89 kg      | 88 kg   |
| Meio- pesado    | -          | -          | 90 kg      | 90 kg      | 90 kg      | 91 kg      | 94 kg      | 96 kg      | 94 kg   |
| Sub- pesado     | -          | -          | -          | -          | 100 kg     | 99 kg      | -          | 102 kg     | -       |
| Pesado 0        | +82,5 kg   | +82,5 kg   | +90 kg     | 110 kg     | 110 kg     | 108 kg     | 105 kg     | 109 kg     | 110 kg  |
| Super- pesado   | -          | -          | -          | +110 kg    | +110 kg    | +108 kg    | +105 kg    | +109 kg    | +110 kg |

Feminino
|                 | 1983– 1993 | 1993– 1998 | 1998– 2017 | 2017– 2018 | 2018– 2025 | 2025– 0 |
| --------------- | ---------- | ---------- | ---------- | ---------- | ---------- | ------- |
| Mosca 0         | 44 kg      | 46 kg      | -          | -          | 45 kg      | -       |
| Galo 0          | 48 kg      | 50 kg      | 48 kg      | 48 kg      | 49 kg      | 48 kg   |
| Pena 0          | 52 kg      | 54 kg      | 53 kg      | 53 kg      | 55 kg      | 53 kg   |
| Leve 0          | 56 kg      | 59 kg      | 58 kg      | 58 kg      | 59 kg      | 58 kg   |
| Médio 0         | 60 kg      | 64 kg      | 63 kg      | 63 kg      | 64 kg      | 63 kg   |
| Pesado- ligeiro | 67,5 kg    | 70 kg      | 69 kg      | 69 kg      | 71 kg      | 69 kg   |
| Meio- pesado    | 75 kg      | 76 kg      | -          | 75 kg      | 76 kg      | 77 kg   |
| Sub- pesado     | -          | -          | -          | -          | 81 kg      | -       |
| Pesado 0        | 82,5 kg    | 83 kg      | 75 kg      | 90 kg      | 87 kg      | 86 kg   |
| Super- pesado   | +82,5 kg   | +83 kg     | +75 kg     | +90 kg     | +87 kg     | +86 kg  |

### Plataforma e equipamentos
Plataforma
A competição é realizada numa plataforma (tablado) de quatro metros de lado, que pode ser feita de madeira, plástico ou qualquer material sólido e pode ser coberta com um material não escorregadio.
Haltere
O haltere é constituído das seguintes partes:
1. a barra
2. os discos
3. os colares

Para a prova masculina, a barra deve medir 2,20 m de comprimento, pesar 20 kg e possuir 2,8 cm de diâmetro, enquanto que a distância entre os discos internos é de 1,31 m; para a prova feminina, a barra deve possuir 2,01 m, 15 kg e 2,5 cm de diâmetro.
Os discos são feitos de metal e a coloração varia conforme o peso:
- vermelho: 25 e 2,5 kg
- azul: 20 e 2 kg
- amarelo: 15 e 1,5 kg
- verde: 10 e 1 kg
- branco: 5 e 0,5 kg

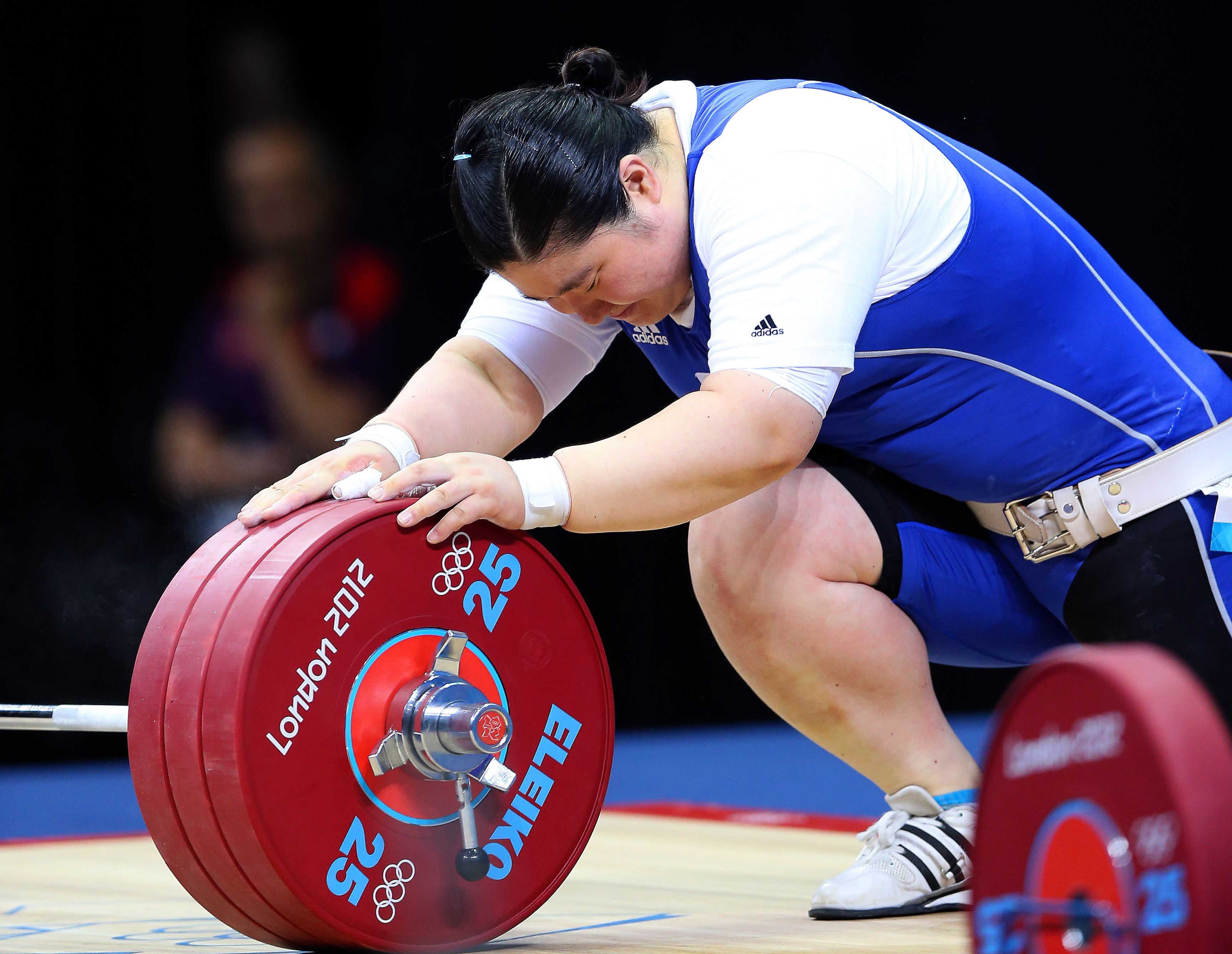
Levantadora olímpica Jang Miran. O colar que prende os discos na barra pode ser observado bem como os vestuários e equipamentos de competição

Todos os discos têm de ter uma indicação clara de seu peso.
Os colares devem pesar 2,5 kg cada um para os homens e mulheres.
Equipamentos dos competidores
Traje
Para dá maior segurança e facilidade nos levantamentos, os concorrentes devem usar vestuário adequado e limpo.
O uniforme do levantador deve ser ajustado e abranger todo o tronco e pode ser de uma ou duas peças. O calção deve cobrir as pernas até os joelhos e a camisa pode ter mangas, sem que cubra o cotovelo.
Em competições, os atletas participarão com vestuário emitidos/aprovados pelas respectivas federação. Com esta finalidade, a cerimónia da vitória é considerada parte da competição.
Meias podem ser usadas, mas devem ficar abaixo dos joelhos.
Calçados
Os concorrentes devem usar calçado (sapatos/botas) esportivo para proteger os pés e dar-lhes estabilidade e firmeza sobre a plataforma de competição, sem que eles deem vantagem desleal ou outro apoio adicional em relação aos concorrentes.
Equipamentos de proteção
Um cinto para evitar lesões na região lombar pode ser usado e a largura máxima não pode exceder 12 cm.
Munhequeiras, joelheiras e emplastros podem ser usados nos pulsos, nos joelhos e nas mãos. Os emplastros podem ser usados nos dedos ou nos polegares.
Nos pulsos, as munhequeiras não devem cobrir mais de 10 cm da pele. Nos joelhos, as joelheiras não devem cobrir mais de 30 cm da pele.
Estes equipamentos de proteção não são de uso obrigatório.

### Curso da competição
Primeiro compete a categoria mais leve, por último, a mais pesada.
Na ordem da competição o concorrente que tiver escolhido o menor peso, vai primeiro. O peso do haltere deve ser sempre um múltiplo de 1 kg e não pode diminuir em caso de tentativa falha. A progressão automática após qualquer tentativa bem-sucedida para o mesmo atleta deve ser um mínimo de 1 kg.
Em caso de empate, a vitória cabe ao atleta que tiver feito a tentativa primeiro. Anteriormente, em caso de empate, a vitória cabia ao atleta que pesava menos. Se o empate persistisse, aí sim ganhava aquele que tivesse levantado o peso primeiro.
Três árbitros posicionados nas laterais e na frente da plataforma julgam se os levantamentos foram válidos ou não, acionando um sistema de luzes: branca para levantamento válido e vermelha para nulo.
As medalhas são dadas para os melhores resultados no arranco, arremesso e total, exceto nos Jogos Olímpicos, em que é dada somente medalha para o total.

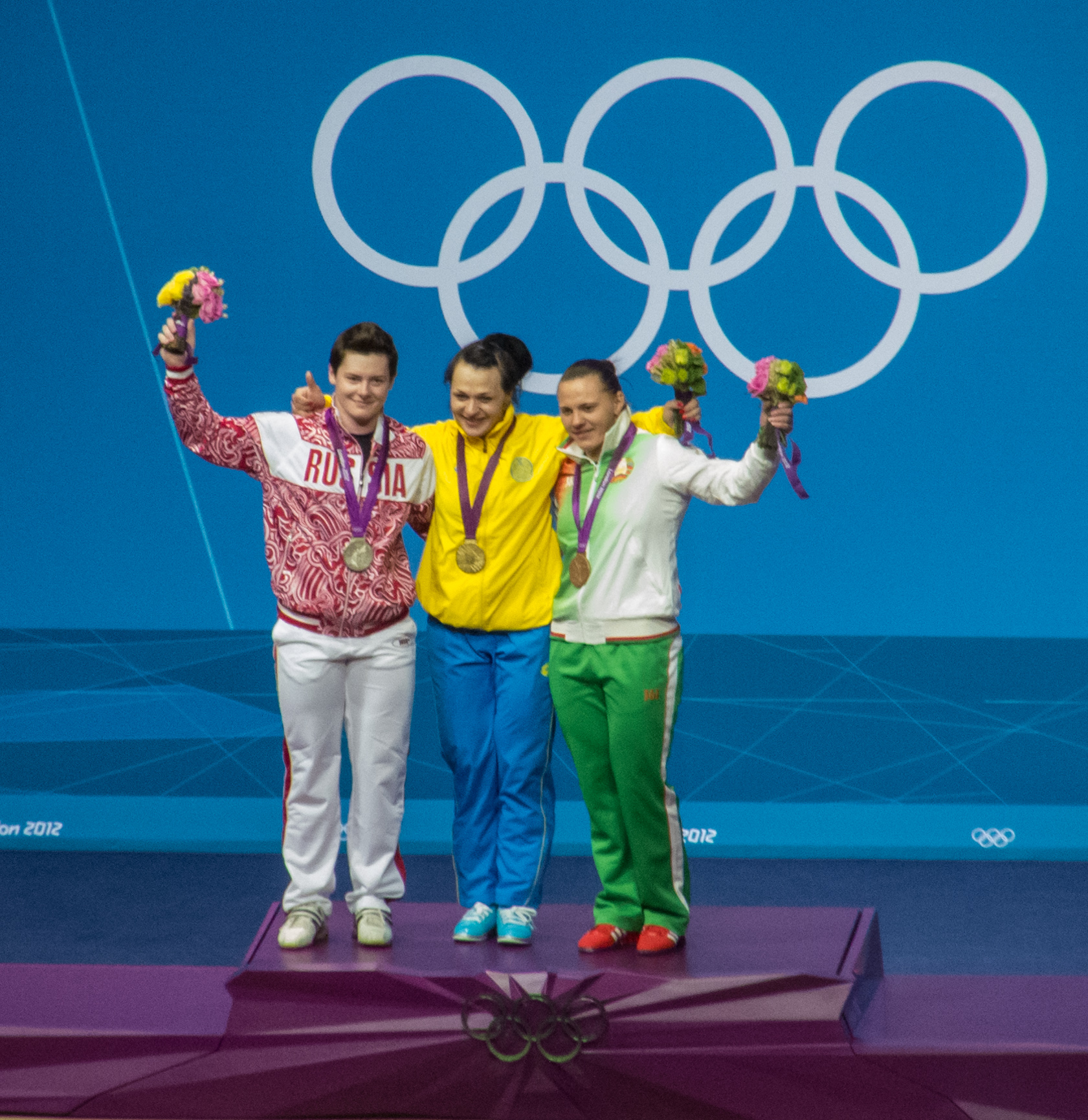
Cerimônia da vitória feminina da categoria até 75 kg nos Jogos Olímpicos de 2012 - subsequentemente todas as três medalhistas mostradas foram destituídas de suas medalhas por doping

### Doping
A Federação Internacional de Halterofilismo é membro da Agência Mundial Antidoping e muitas substâncias e métodos são proibidos.
"As regras de antidoping, como regras de competição, são regras do esporte e que governam as circunstâncias sob quais o esporte é jogado e não se destinam a ser sujeitas ou limitadas às exigências e normas jurídicas aplicáveis em processos penais ou de emprego.
Os atletas aceitam essas regras como uma condição de participação. As políticas e padrões mínimos determinados nas regras de antidoping representam o consenso de um espectro largo das partes interessadas num esporte justo e devem ser respeitados por todos os atletas e órgãos adjudicantes".
O levantamento de peso tem a reputação de ser particularmente afetado pelo doping. Nas décadas de 1970 e 1980, em particular, os atletas foram retrospectivamente despojados de medalhas várias vezes devido a testes de doping positivos ou manipulados. Só nos Jogos Olímpicos de Verão de 1988, três medalhistas de doping foram condenados, de modo que alguns atletas não competiram mais nas categorias mais pesadas. A IWF respondeu ao problema dos recordes mundiais provavelmente alcançados com doping com a mudança nas classes de peso em 1993 e, portanto, com o cancelamento de todos os recordes existentes.
A IWF sanciona os delitos de doping com proibições de competição por anos e proibições vitalícias para infratores reincidentes. No entanto, as proibições são repetidamente convertidas em multas, como foi o caso, por exemplo, na preparação da equipe búlgara para os Jogos Olímpicos de 2008 em Pequim. A IWF primeiro baniu todos os onze infratores de doping, bem como toda a equipe búlgara, mas depois converteu a proibição da equipe em uma multa, o que é possível de acordo com os regulamentos. Mas a Bulgária não enviou sua equipe a essa Olímpiada.

### Recordes
Ver também: recordes mundiais do halterofilismo, recordes mundiais juniores do halterofilismo e recordes mundiais juvenis do halterofilismo

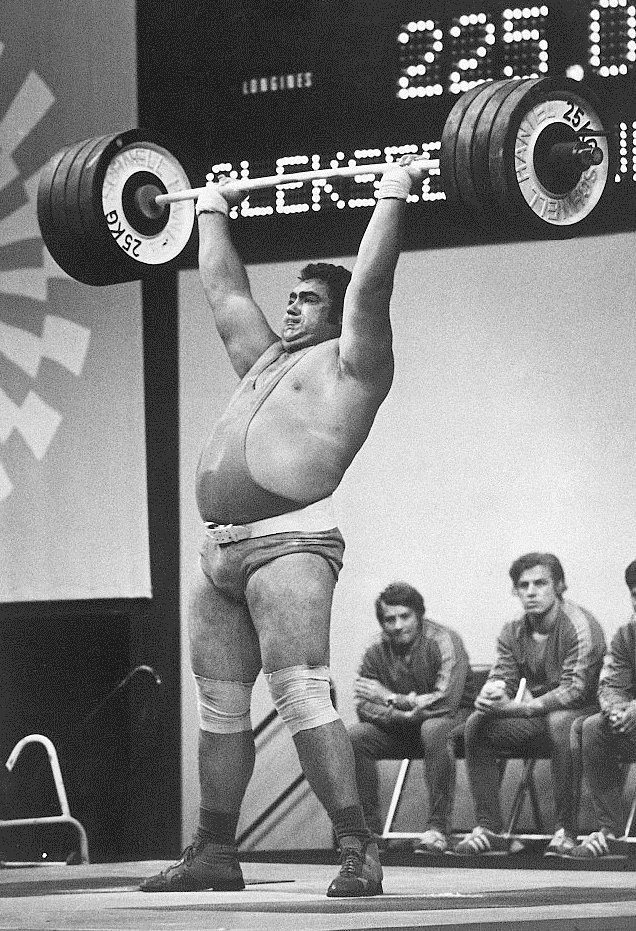
Vassili Alekseiev fazendo o desenvolvimento militar (1972)

A Federação Internacional de Halterofilismo reconhece recordes mundiais para as faixas etárias e para cada uma das classes de peso masculinas e femininas, no arranco, arremesso e total.
Recordes mundiais só podem ser fixados em eventos do calendário da FIH.
Novos recordes mundiais são ratificados apenas quando os atletas passam com sucesso em um teste antidoping.
Um recorde só é válido se for superior a um anterior um mínimo de 1 kg, em qualquer modalidade.
O soviético Vassili Alekseiev (acima de 110 kg) é o mais prolífico recordista do esporte, com 79 recordes mundiais ao todo, dos quais 32 no arremesso; ele foi o primeiro homem a levantar mais de 225 kg no arremesso em competição oficial (Szombathely, 1970) e chegou até aos 256 kg (Moscou, 1977).
O búlgaro Stefan Topurov (até 60 kg), foi o primeiro homem a conseguir levantar o equivalente a três vezes sua própria massa corporal no arremesso, ou seja, 180 kg (Moscou, 1983).
O americano Norbert Schemansky, em 28 de abril de 1962, com 37 anos e 333 dias, se tornou o homem mais velho na história do levantamento de peso a bater um recorde mundial oficial, quando levantou 164 kg no arranque, enquanto o turco nascido na Bulgária Naim Süleymanoğlu é o mais jovem halterofilista a definir um recorde mundial para seniores, aos 16 anos e 62 dias, em 26 de março de 1983.

### Coeficiente Sinclair
O coeficiente Sinclair (CS), derivado de estatísticas, são ajustados a cada ano olímpico e são baseados nos recordes mundiais das várias categorias de peso dos anos anteriores.
O coeficiente Sinclair é um meio de comparar a qualidade dos levantamentos das diferentes classes de peso no halterofilismo: qual seria o total olímpico de um atleta pesando x kg se ele/ela fosse um atleta de uma categoria mais pesada com o mesmo nível de habilidade, já que as categorias mais leves conseguem levantar mais peso por proporção à própria massa corporal.
Para comparar e classificar os resultados, a Federação Internacional de Halterofilismo utiliza os coeficientes Sinclair, que são calculados para cada ciclo olímpico, portanto, de quatro em quatro anos, são obtidos novos coeficientes.
O coeficiente Sinclair é {\displaystyle 10^{A({\log _{10}{(x/b)}})^{2}}} em que o coeficiente de Sinclair é igual a 10 elevado ao expoente A vezes x ao quadrado, se a massa corporal de x quilogramas for menor ou igual a b quilogramas, onde x é igual ao logaritmo de base 10 da razão entre x e b); e será igual a 1 se a massa corporal de x quilogramas for maior que b quilogramas.
A fórmula do coeficiente Sinclair é mais apropriada para uma calculadora ou um computador. O total Sinclair é simplesmente o total obtido multiplicado pelo coeficiente Sinclair.
Por exemplo, de 2012 a 2016, o cálculo do coeficiente Sinclair pode ser como este (homens e mulheres têm coeficientes diferentes, não são comparados):

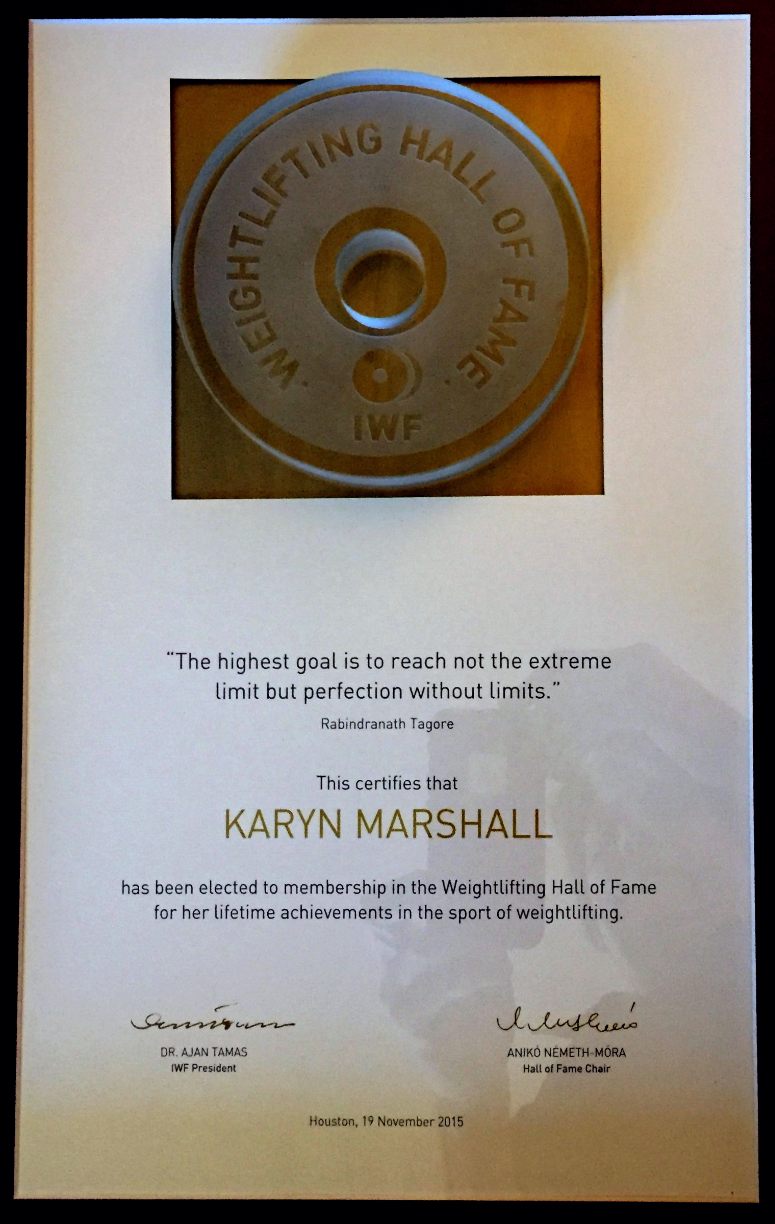
O certificado recebido por Karyn Marshall em 2015 quando introduzida no Hall of Fame

```
A = 0,794358141 para homens
A = 0,897260740 para mulheres
b = 174,393 kg para homens
b = 148,026 kg para mulheres

Como um exemplo, suponha-se um halterofilista com 61,9 kg, que levantou 320 kg no total
Para ele: x = 61,9 kg, e nós temos
X = log10(x/b) = log10(61,9/174,393) = -0,449838400
AX2 = 0,160742013
CS = 10^(A(X^2)) = 10^1,160742013 = 1,447911485

Total Sinclair = total actual x CS = 320 kg x 1,447911485 = 463,332 kg

```

## Weightlifting Hall of Fame
O Weightlifting Hall of Fame (em português:  salão da fama do levantamento de peso) foi estabelecido em 12 de janeiro de 1992, em Paris, para homenagear os mais destacados representantes do esporte.
O fundador e, ao mesmo tempo, presidente do Hall of Fame, é o francês Alain Lunzenfichter, jornalista de renome internacional, membro honorário do Conselho Executivo da FIH.
O Conselho de Administração da Câmara do Salão da Fama é composto por altos funcionários da FIH, que podem nomear membros para eleição. Os candidatos podem ser atletas, técnicos, dirigentes, jornalistas, patrocinadores. Só pessoas assim designadas podem ser eleitas. Qualquer representante de um país membro da FIH tem direito a receber a adesão.
Podem ser nomeados:
1. Atletas que tenham se aposentado há pelo menos cinco anos
2. Técnicos que tenham trabalhado para o levantamento de peso, pelo menos, 25 anos
3. Funcionários com pelo menos 25 anos de serviço no levantamento de peso
4. Indivíduos que tenham ajudado significativamente o esporte de levantamento de peso[54]

Abaixo estão selecionados onze homens e as três mulheres atletas do salão da fama (alguns deles depois de se aposentarem também se tornaram técnicos e/ou funcionários da FIH), em ordem alfabética.
- Stefan Botev
- Tara Cunningham[55]
- Chen Jingkai
- Chun Byung-Kwan
- Pyrros Dimas[56]
- Louis Hostin
- Akakios Kakiasvilis[57]
- Tommy Kono
- Sebastiano Mannironi
- Karyn Marshall[55]
- Norbert Schemansky
- Mária Takács
- Andrei Tchemerkin[58]
- Arkadi Vorobiov

## Galeria

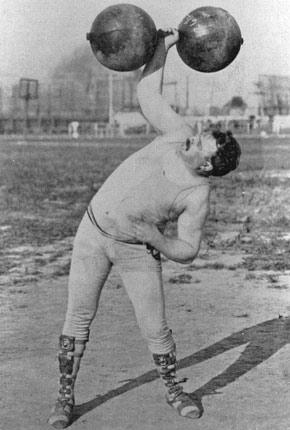
Frederick Winters durante os Jogos Olímpicos de 1904
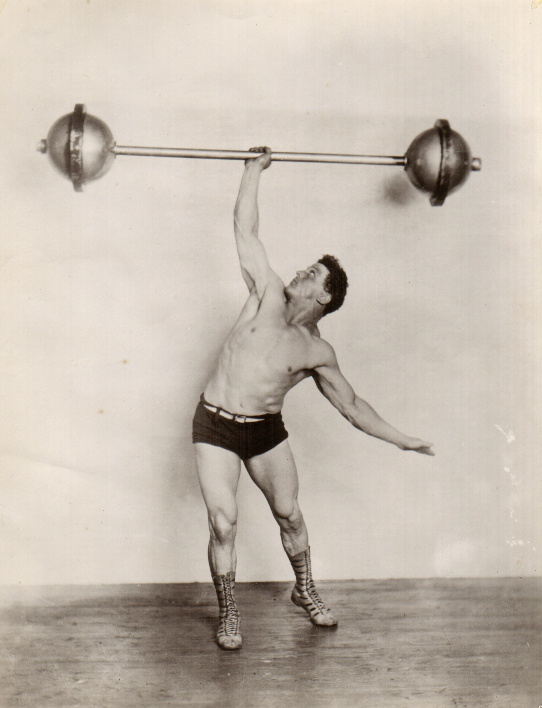
Heinrich Steinborn ao levantar peso com uma mão c. 1920
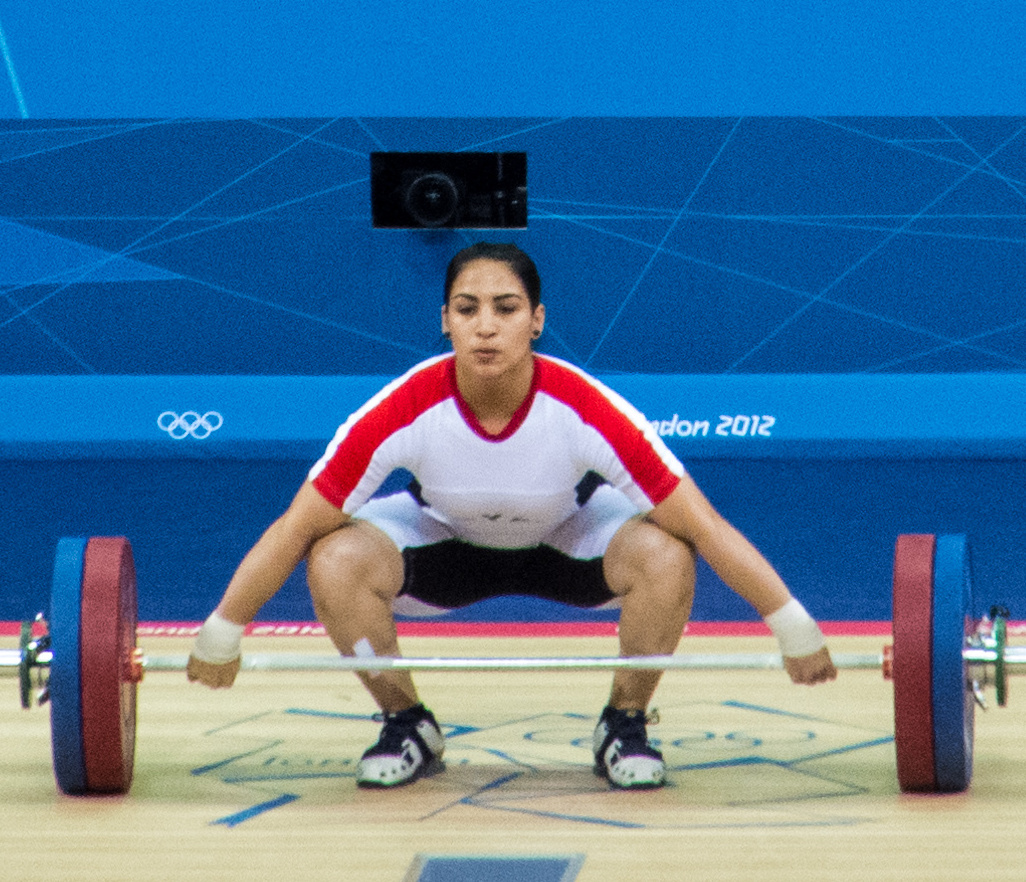
Abeer Abdelrahman na posição inicial do arranque
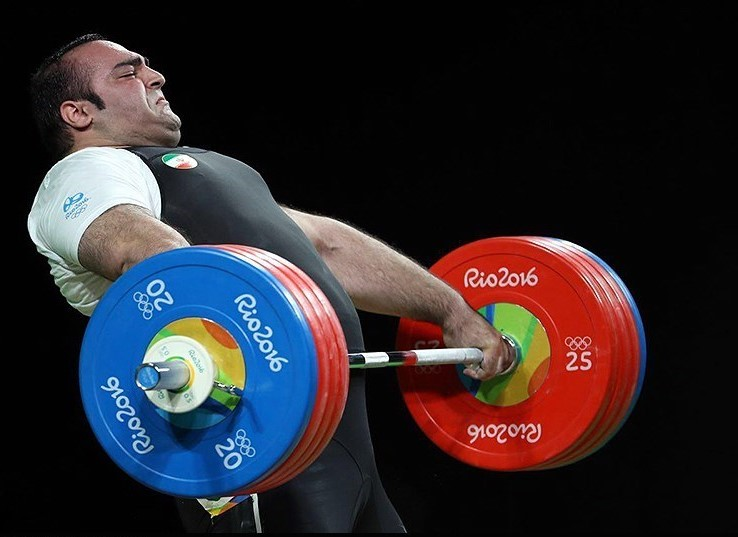
Behdad Salimi
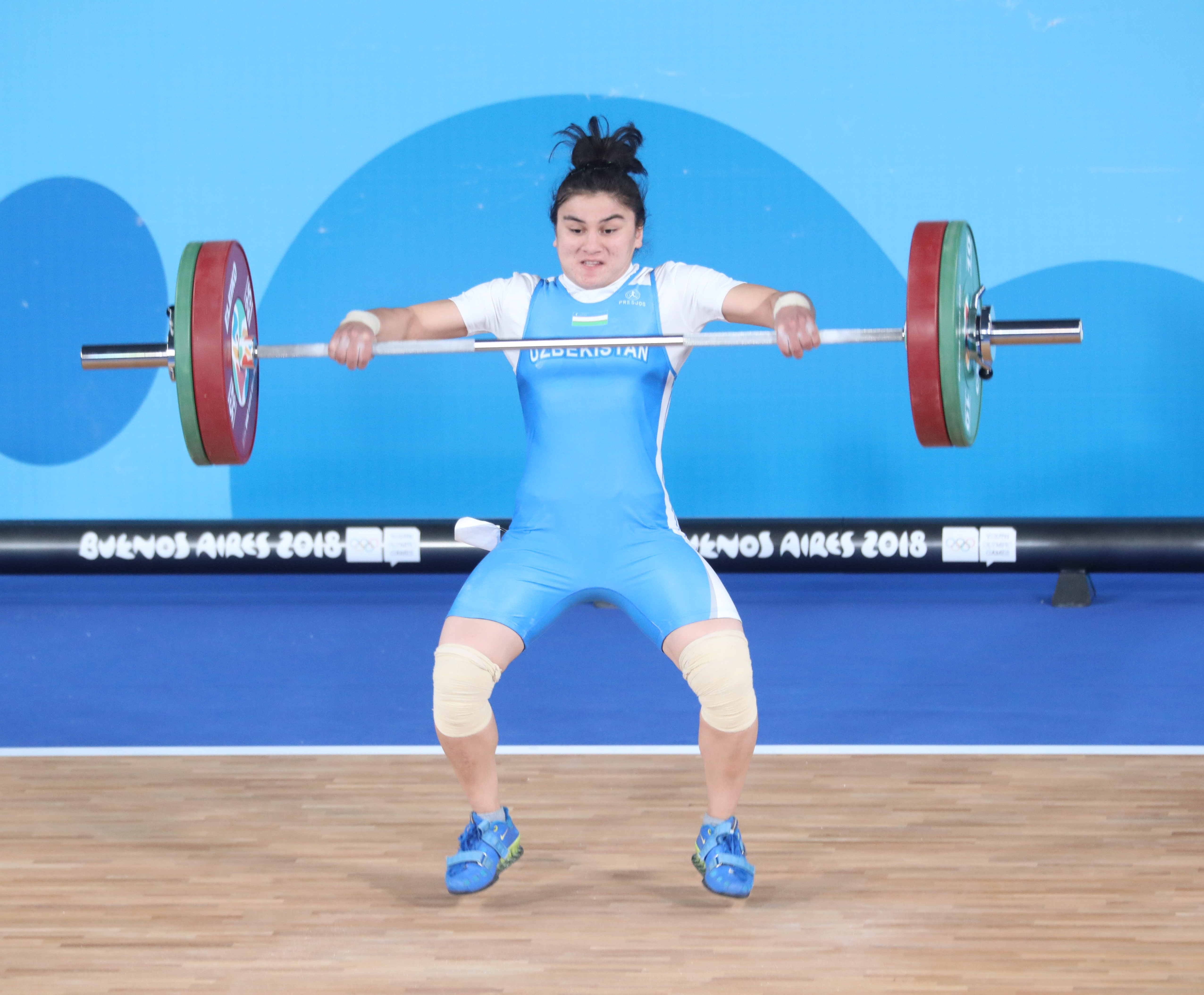
Kumushkhon Fayzullaeva
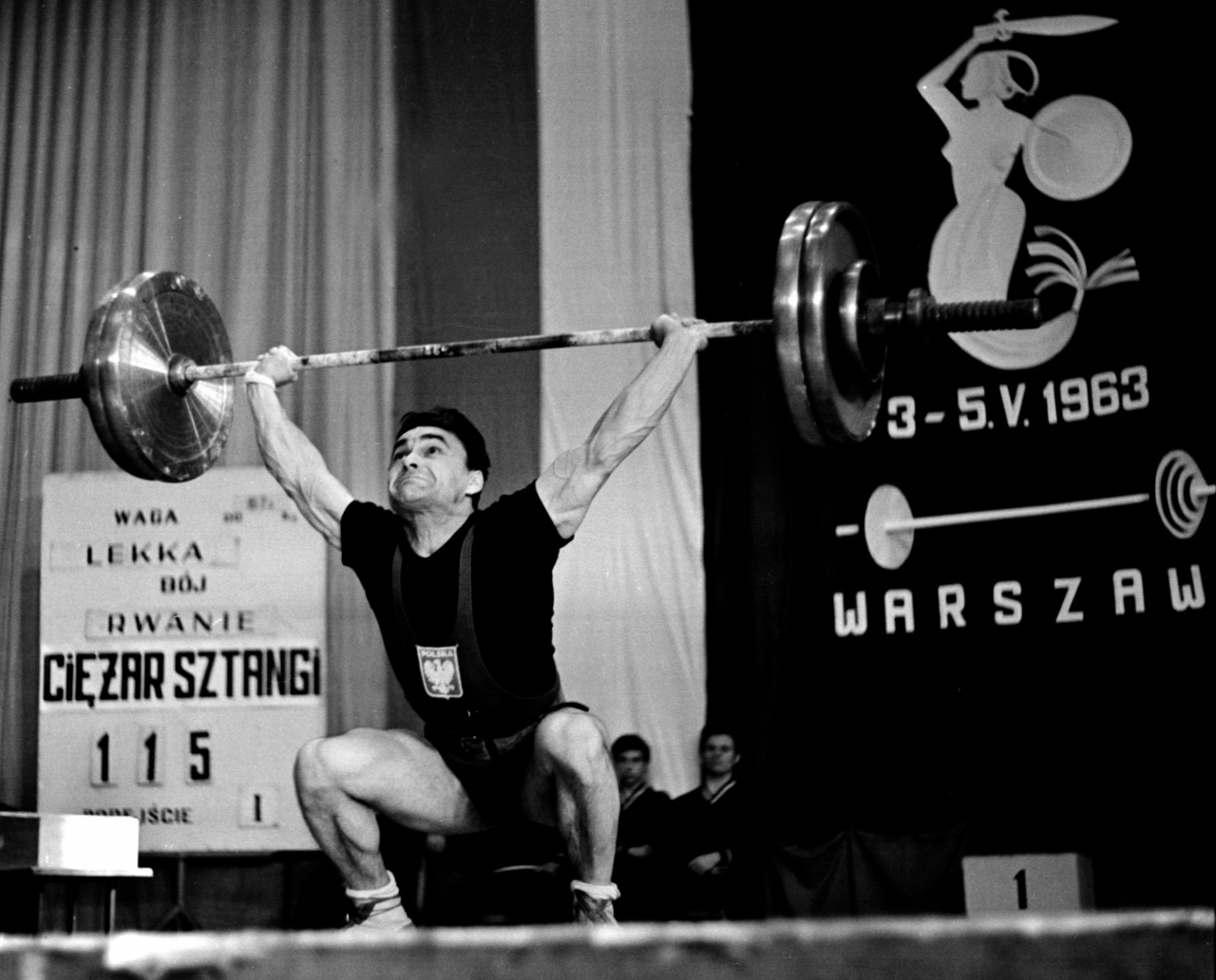
Marian Zieliński
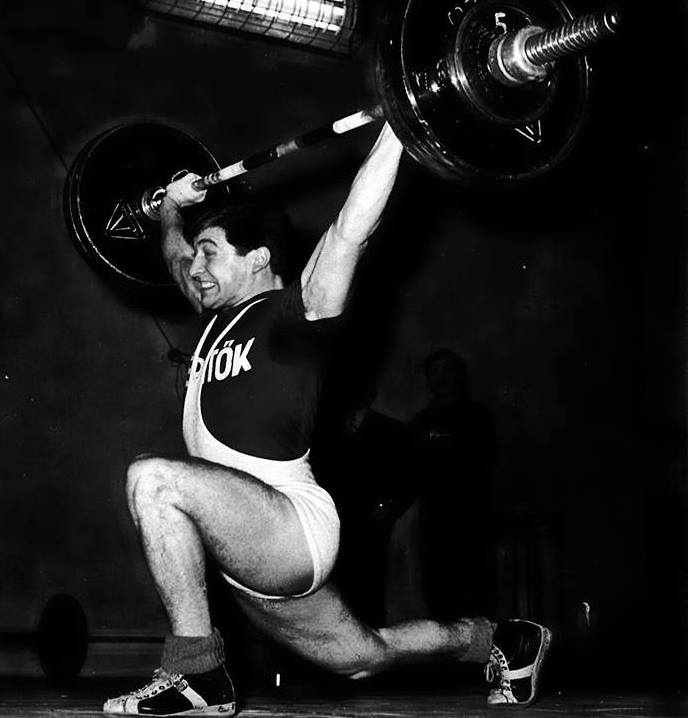
Bakos Károly fazendo uma variação técnica do arranco (década de 1960)
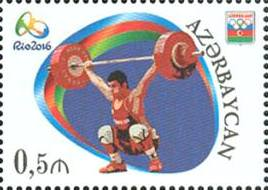
selo do Azerbaijão para os Jogos de Olímpicos de 2016
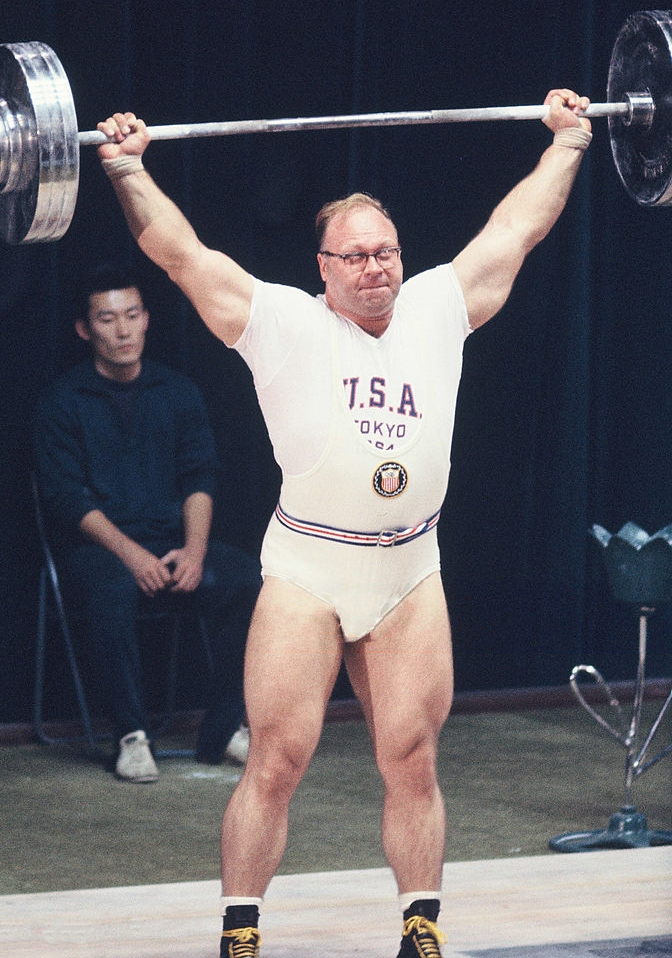
Norbert Schemansky foi o primeiro levantador de peso a conquistar medalha em quatro Jogos Olímpicos
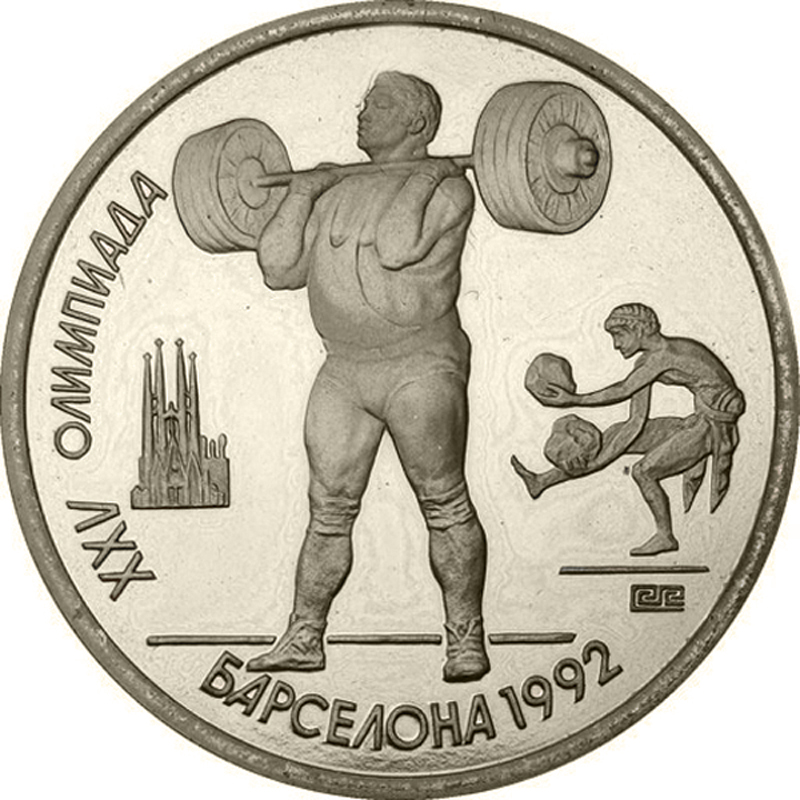
Uma moeda comemorativa da União Soviética para os Jogos Olímpicos de 1992
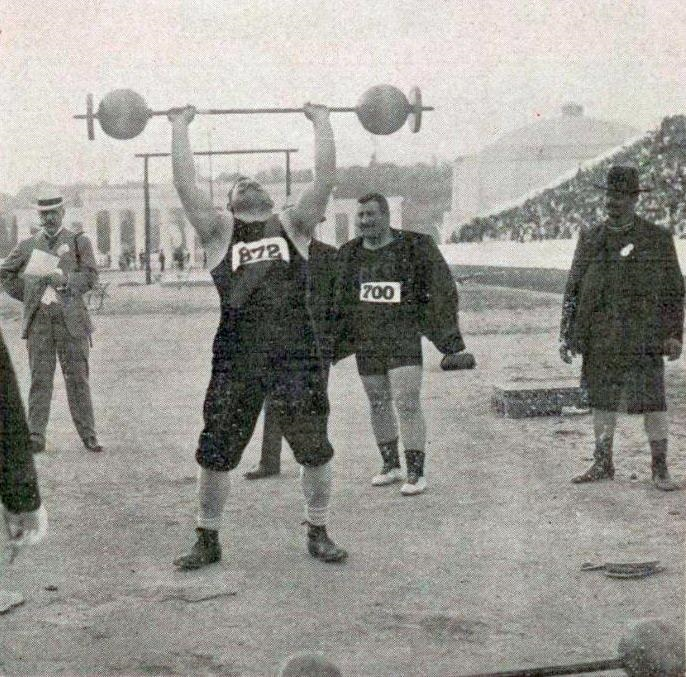
Dimitrios Tofalos (n. 872) e Josef Steinbach (n. 700) nos Jogos Olímpicos Intercalados de 1906
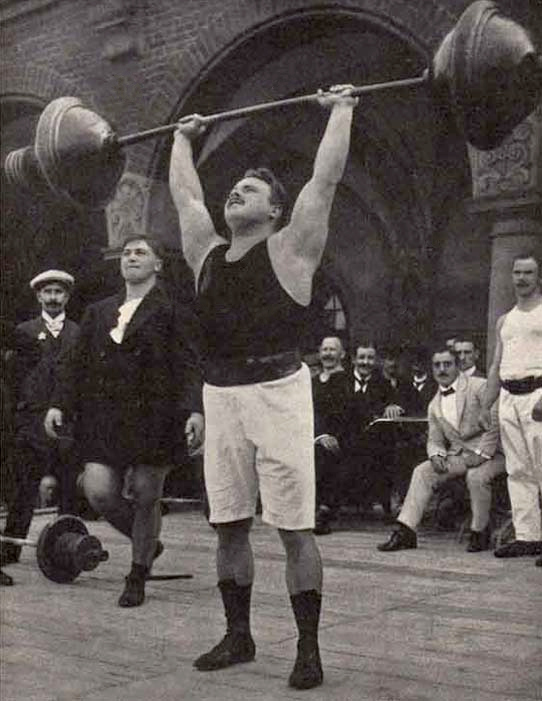
Heinrich Schneidereit (1912)
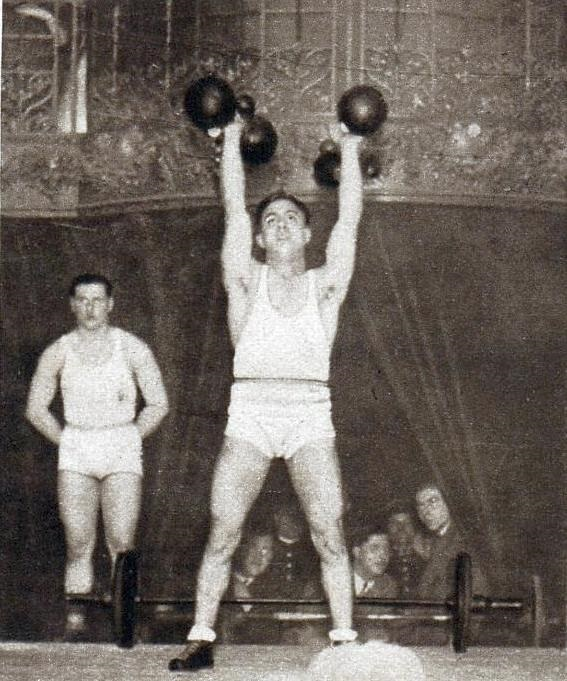
René Duverger nos Jogos Olímpicos de 1932
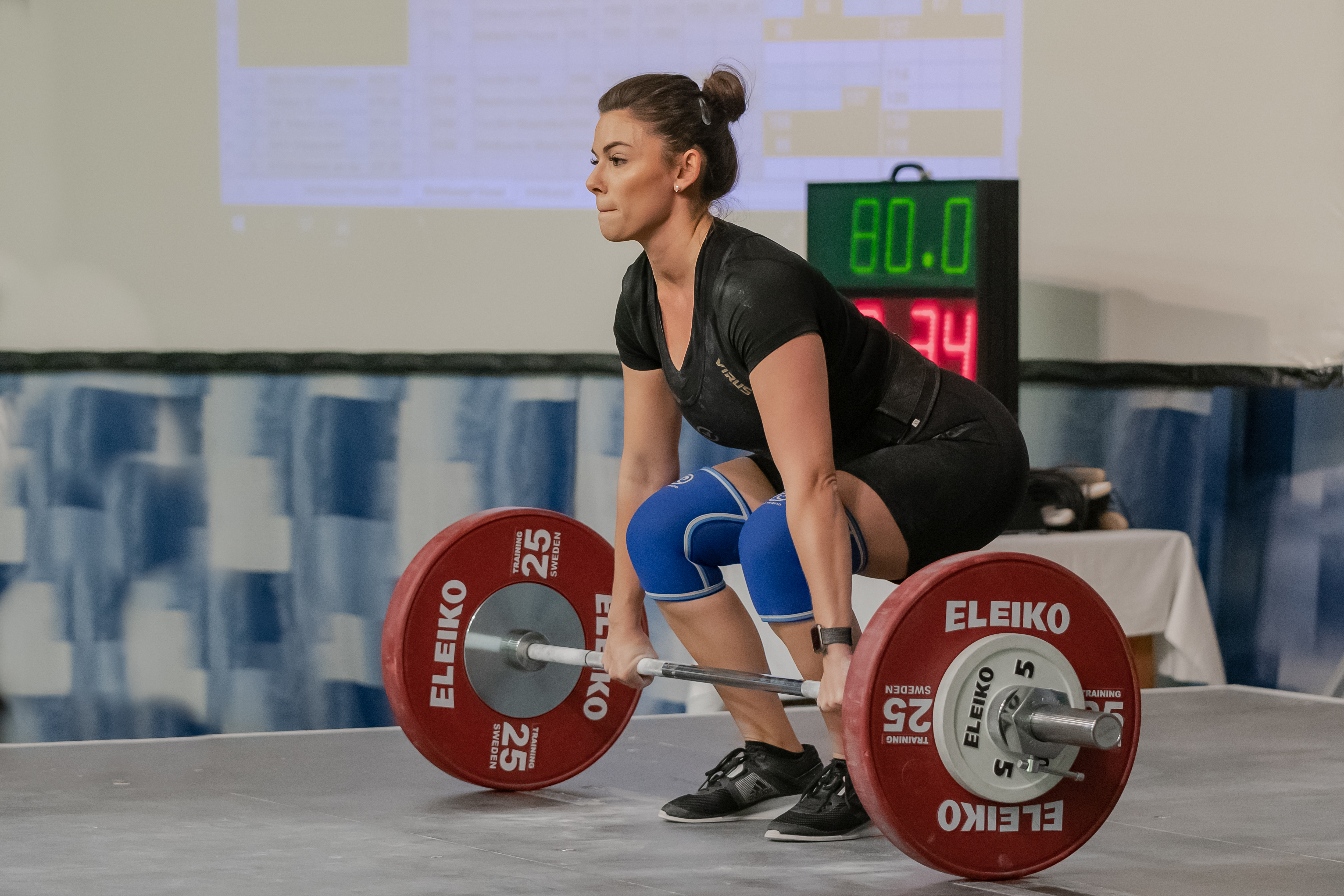
arremesso—posição inicial
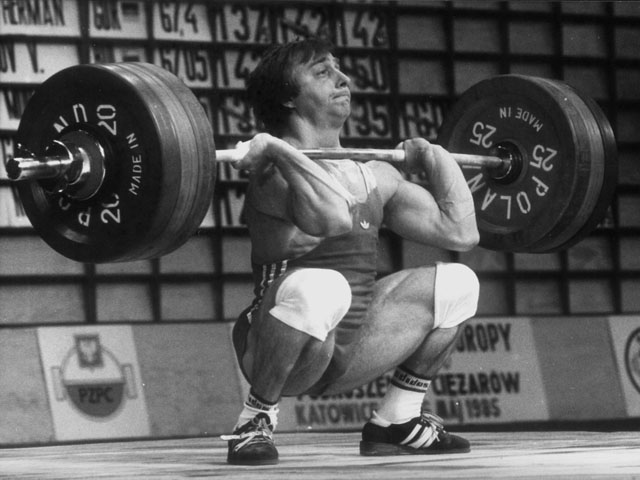
Marek Seweryn
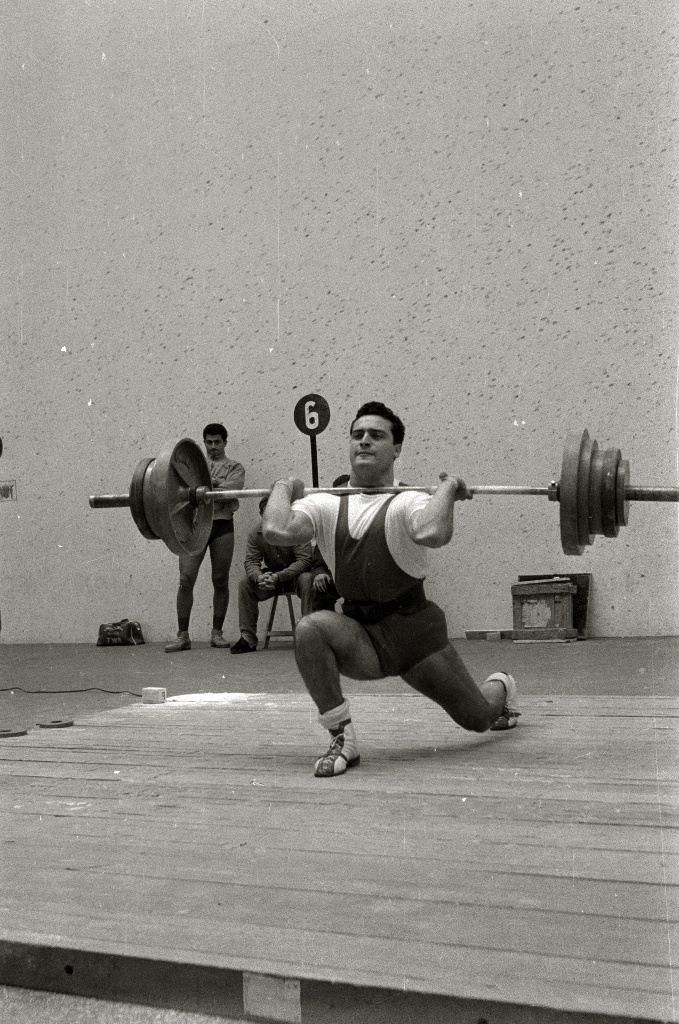
variação técnica do arremesso (1963)
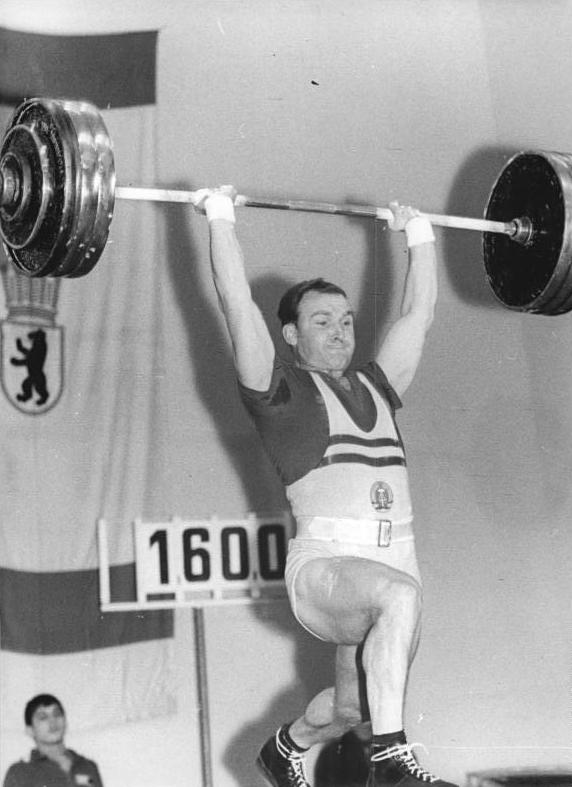
Atleta ao fazer arremesso (1965)
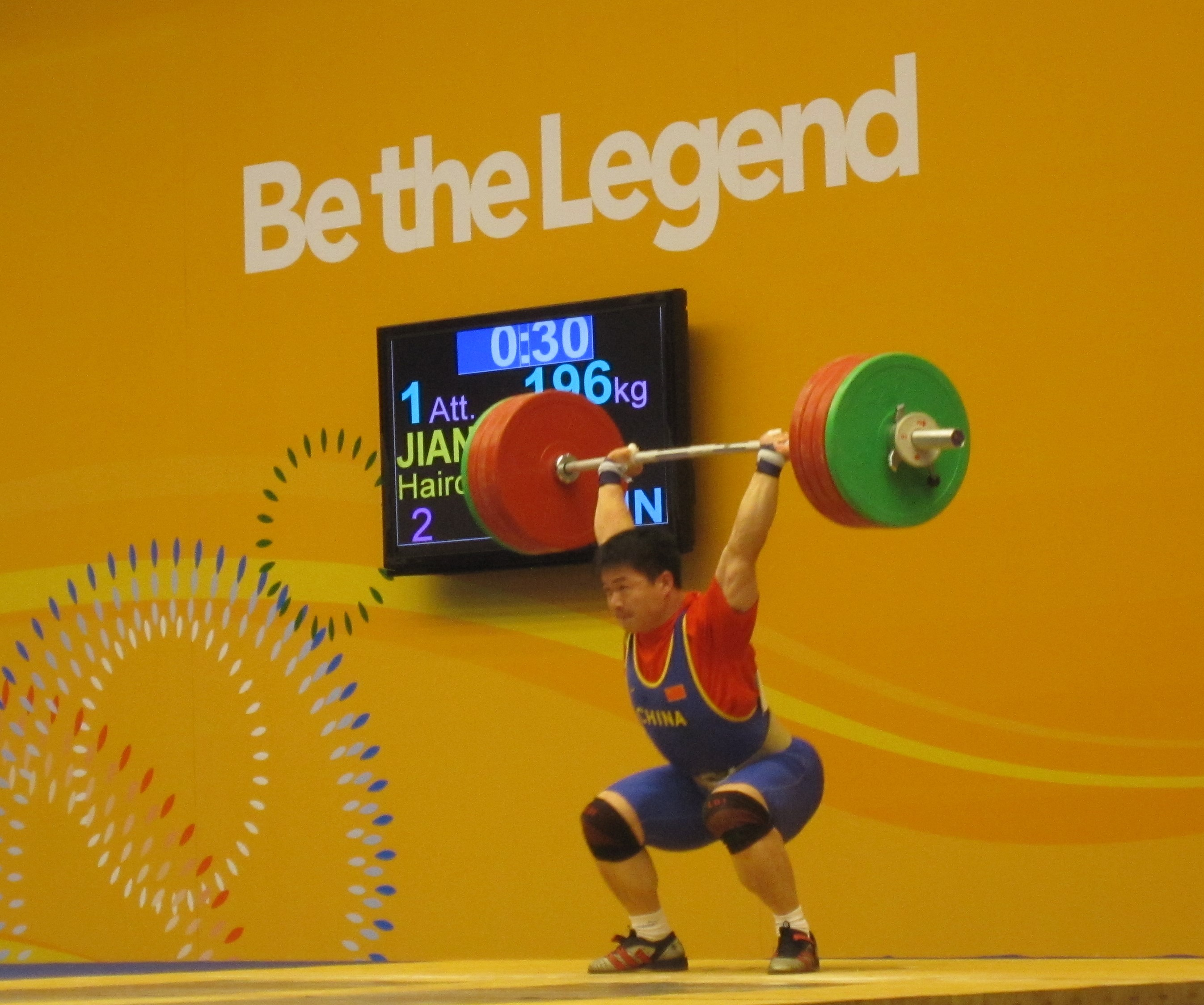
variação da técnica do arremesso, o atleta se abaixa enquanto ergue o peso em vez de colocar um pé a frente
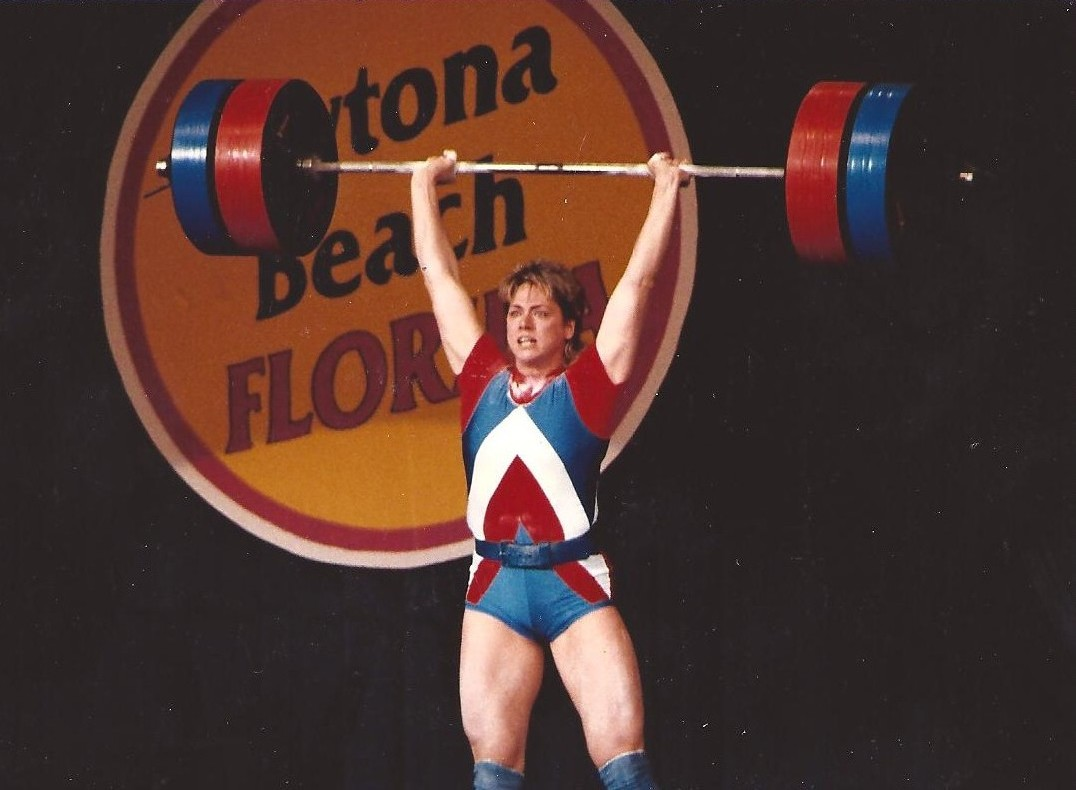
Karyn Marshall no primeiro Campeonato Mundial para mulheres em 1987
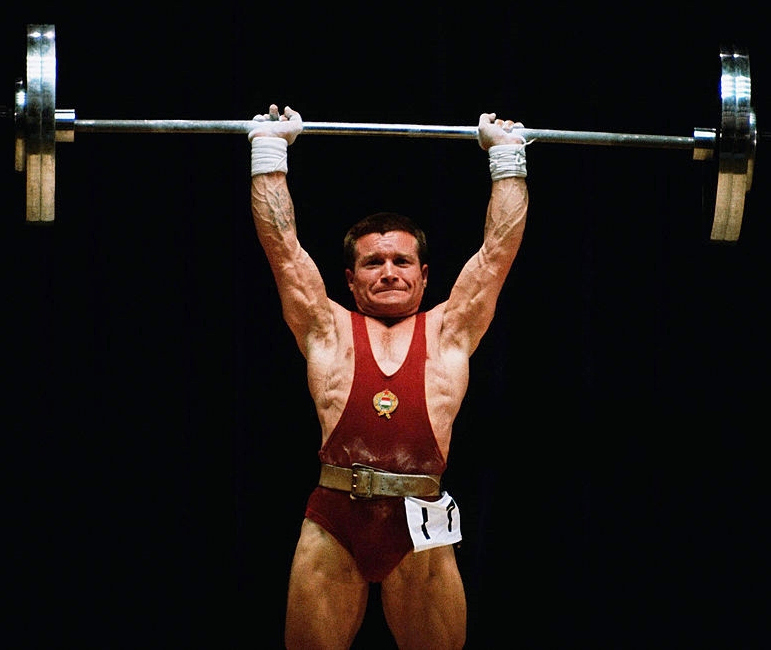
Imre Földi foi primeiro halterofilista a participar de cinco Jogos Olímpicos, de 1960 a 1976